# Voiture CRIS 196
La voiture CRIS 196 est un véhicule de mesure construit sur la base d'une voiture Corail de la SNCF destinées à contrôler l'état de la radio sol-train ou plus récemment du GSM-R.